# Santa Maria da Vitória
Santa Maria da Vitória là một đô thị thuộc bang Bahia, Brasil. Đô thị này có diện tích 1890,695 km², dân số năm 2007 là 40184 người, mật độ 21,25 người/km².